# Liste der belgischen Botschafter in Österreich
Das Botschaftsgebäude ist das Palais Hohenlohe-Bartenstein.
Der Botschafter in Wien ist regelmäßig auch bei der Regierung in Sarajevo akkreditiert
und ist ständiger Vertreter der belgischen Regierung beim Büro der Vereinten Nationen in Wien, Büro der Vereinten Nationen für Drogen- und Verbrechensbekämpfung, bei der Organisation der Vereinten Nationen für industrielle Entwicklung, bei der Internationalen Atomenergie-Organisation und bei der Organisation des Vertrags über das umfassende Verbot von Nuklearversuchen.
| Ernennung Akkreditierung | Name                                  | Bemerkungen | ernannt während der Regierung von | akkreditiert während der Regierung von | Posten verlassen |
| ------------------------ | ------------------------------------- | --- | --------------------------------- | -------------------------------------- | ---------------- |
| 1858                     | O’Sullivan de Grass                   | [ 1 ] | Charles Rogier                    | Franz Joseph I.                        | 1864             |
| 1866                     | Charles de Pitteurs-Hiegaerts         | | Charles Rogier                    | Franz Joseph I.                        | 1867             |
| 1873                     | Louis de Jonghe d’Ardoye              | nommé vice-président d’honneur le vicomte Louis de Jonghe d’Ardoye, ministre plénipotentiaire de S. M. le Roi des Belges près de S. M. l’Empereur et Roi d’Autriche-Hongrie. | Jules Malou                       | Franz Joseph I.                        |                  |
| 16. Feb. 1914            | Auguste-Étienne de Croÿ               | | Charles de Broqueville            | Franz Joseph I.                        |                  |
| 23. Sep. 1920            | Raymond le Ghait                      | (* 1870) Sohn von Julie und Alfred Le Ghait, 13. Dezember 1911 Gesandter in Lissabon.                                                                                        | Henri Carton de Wiart             | Michael Mayr                           | 1935             |
| 1936                     | Joseph van der Elst                   | Geschäftsträger | Paul van Zeeland                  | Kurt Schuschnigg                       |                  |
| 1936                     | Adrien Nieuwenhuys                    | | Paul van Zeeland                  | Kurt Schuschnigg                       | 1938             |
| 1946                     | Robert d’Aspremont-Lynden             | | Camille Huysmans                  | Leopold Figl                           | 1954             |
| 1954                     | Ferdinand du Chastel de la Howarderie | (1892 in Wez-Velvain–1981) | Achille Van Acker                 | Julius Raab                            | 1957             |
| 1957                     | Georges Delcoigne                     | | Achille Van Acker                 | Julius Raab                            | 1962             |
| Mai 1968                 | Georges C. Puttevils                  | | Gaston Eyskens                    | Josef Klaus                            | 1974             |
| 1975                     | Richard Huybrecht                     | | Leo Tindemans                     | Bruno Kreisky                          |                  |
| 1976                     | Jean Papeians de Morchoven            | | Leo Tindemans                     | Bruno Kreisky                          |                  |
| 1978                     | Edmonde Dever                         | | Paul Vanden Boeynants             | Bruno Kreisky                          | 1981             |
| 1983                     | André Ernemann                        | | Wilfried Martens                  | Fred Sinowatz                          | 1985             |
| 2006                     | Philippe André Nieuwenhuys            | Philippe André J.M.H.G. Nieuwenhuys | Guy Verhofstadt                   | Wolfgang Schüssel                      | 7. Mai 2008      |
| Apr. 2008                | Claude Rijmenans                      | | Yves Leterme                      | Werner Faymann                         | 2010             |
| 30. Juni 2010            | Frank Recker                          | [ 4 ] | Yves Leterme                      | Werner Faymann                         |                  |
| 2014                     | Willem Van de Voorde                  | | Charles Michel                    | Werner Faymann                         | 2018             |
| 2018                     | Ghislain D’hoop                       | | Charles Michel                    | Sebastian Kurz                         | bis dato         |